# HAL HJT-16 Kiran
1. Preusmjeri Nacrt:HAL HJT-16 Kiran